# Molleni
Molleni (auch Mollini) ist eine Ortschaft im Departamento Chuquisaca im südamerikanischen Andenstaat Bolivien.

## Lage
Molleni ist zweitgrößter Ort des Kanton Tarvita im Municipio Tarvita in der Provinz Azurduy. Die Ortschaft liegt auf einer Höhe von 2021 m an der Mündung des Río Misca Mayu in den Río Tarvita, der flussabwärts in den Río Portillo übergeht und zum Flusssystem des bolivianischen Río Grande gehört.

## Geographie
Molleni liegt zwischen dem Altiplano im Westen und dem Tiefland im Osten in einem der nord-südlich verlaufenden Seitentäler der bolivianischen Cordillera Central.
Das Klima der Region ist ein ausgesprochenes Tageszeitenklima, bei dem die Temperaturunterschiede zwischen Tag und Nacht deutlicher schwanken als die Durchschnittswerte zwischen Sommer und Winter. Die jährliche Durchschnittstemperatur liegt bei 14 °C (siehe Klimadiagramm Azurduy), die Monatswerte schwanken zwischen 10 °C im Juni/Juli und 16 °C im Dezember/Januar. Der Jahresniederschlag hat einen Wert von knapp 550 mm, mit einer Trockenzeit und monatlichen Werten unter 10 mm von Mai bis August, und Höchstwerten von 100 bis 110 mm von Dezember bis Februar.

## Verkehrsnetz
Molleni liegt in einer Entfernung von 262 Straßenkilometern südöstlich von Sucre, der Hauptstadt des Departamentos.
Durch Sucre führt die 976 Kilometer lange Nationalstraße Ruta 6, welche die Hauptstadt mit dem bolivianischen Tiefland und der dortigen Millionenstadt Santa Cruz verbindet. Die Straße von Sucre nach Osten ist nur auf den ersten 67 Kilometern bis Tarabuco asphaltiert, die folgenden 120 Kilometer bis Padilla tragen eine unbefestigte Schotterdecke. Fünfzehn Kilometer vor Padilla zweigt eine unbefestigte Landstraße nach Süden ab und führt über Alcalá, San Pedro und Tarea Pampa auf 95 Kilometern nach Molleni und weiter nach Tarvita.

## Bevölkerung
Die Einwohnerzahl der Ortschaft ist im vergangenen Jahrzehnt angestiegen:
| Jahr | Einwohner         | Quelle       |
| ---- | ----------------- | ------------ |
| 1992 | keine Detaildaten | Volkszählung |
| 2001 | 446               | Volkszählung |
| 2012 | 495               | Volkszählung |
| 2024 |                   | Volkszählung |